# إد جولد (مصور)
إد جولد (بالإنجليزية: Ed Gold)‏ هو مصور بريطاني، ولد في 15 يونيو 1969 في لندن في المملكة المتحدة.

## وصلات خارجية
- الموقع الرسمي